# Klokkeren fra Notre Dame (film fra 1923)
 For alternative betydninger, se Klokkeren fra Notre Dame (flertydig). (Se også artikler, som begynder med Klokkeren fra Notre Dame)
Klokkeren fra Notre Dame (originaltitel The Hunchback of Notre Dame) er en amerikansk stumfilm fra 1923 af Wallace Worsley.

## Medvirkende
- Lon Chaney som Quasimodo
- Patsy Ruth Miller som Esmeralda
- Norman Kerry som Phoebus de Chateaupers
- Kate Lester som Madame de Gondelaurier
- Winifred Bryson som Fleur de Lys
- Nigel De Brulier som Don Claudio
- Brandon Hurst som Jehan
- Ernest Torrence som Clopin